# Mörttjärnen (Bräcke socken, Jämtland, 694545-147466)
Mörttjärnen är en sjö i Bräcke kommun i Jämtland och ingår i Ljungans huvudavrinningsområde. Sjön har en area på 0,0212 kvadratkilometer och ligger 409,1 meter över havet. Sjön avvattnas av vattendraget Märlan (Tvärån).

## Delavrinningsområde
Mörttjärnen ingår i det delavrinningsområde (695051-147534) som SMHI kallar för Utloppet av Västra Stugusjön. Medelhöjden är 421 meter över havet och ytan är 29,61 kvadratkilometer. Det finns inga avrinningsområden uppströms utan avrinningsområdet är högsta punkten. Märlan (Tvärån) som avvattnar avrinningsområdet har biflödesordning 3, vilket innebär att vattnet flödar genom totalt 3 vattendrag innan det når havet efter 213 kilometer. Avrinningsområdet består mestadels av skog (83 procent). Avrinningsområdet har 3,4 kvadratkilometer vattenytor vilket ger det en sjöprocent på 11,5 procent.